# Luxemburgse frank

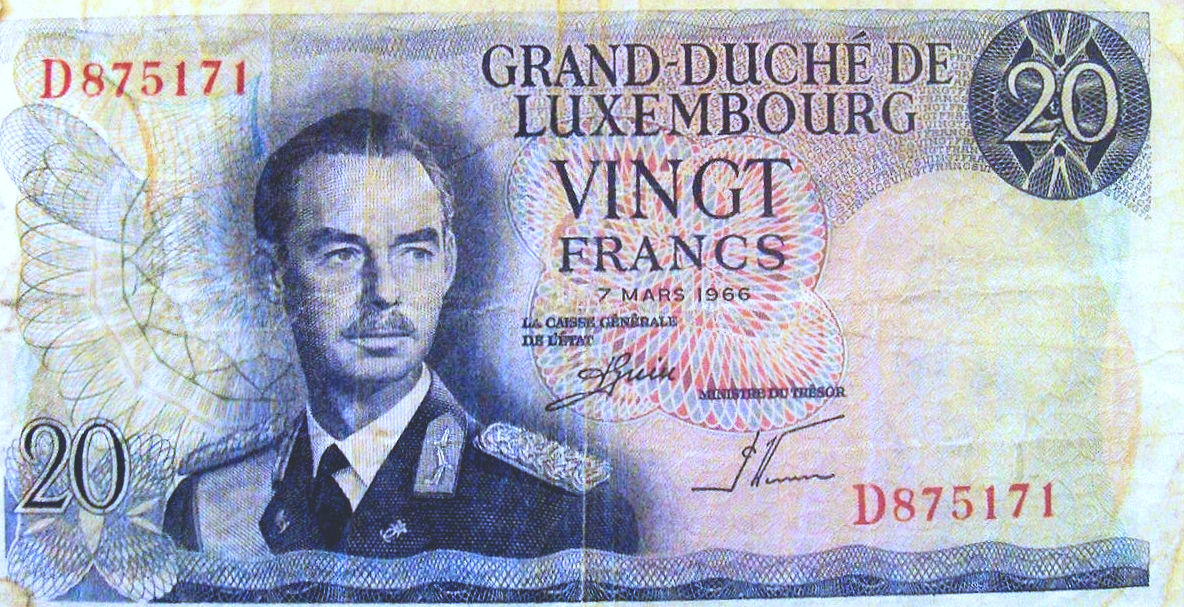
Briefje van twintig frank

De Luxemburgse frank is een voormalige munteenheid van het Groothertogdom Luxemburg.
In 1854 werd de Luxemburgse frank ingevoerd waarbij 1 frank werd onderverdeeld in 100 centimes. Dankzij de Belgisch-Luxemburgse Economische Unie in 1921 was een Luxemburgse frank evenveel waard als een Belgische frank. In 1935 werd die koers aangepast waarna 1 Luxemburgse frank = 1,25 Belgische frank waard werd. In de periode 1941 tot 1944 werd Luxemburgse frank vervangen door de Reichsmark waarna de Luxemburgse frank terugkwam en weer evenveel waard was als de Belgische frank.
Bij de invoering van de euro op 1 januari 1999 werd de waarde van één euro vastgesteld op 40,3399 Luxemburgse frank. De eurobankbiljetten en -munten zouden echter pas op 1 januari 2002 in circulatie komen. Tot 28 februari 2002 bleven deze franken een geldig betaalmiddel.